# A Clockwork Orange (film)
A Clockwork Orange is een Britse-Amerikaanse film uit 1971 geregisseerd door Stanley Kubrick en gebaseerd op de gelijknamige roman uit 1962 van Anthony Burgess. De film werd genomineerd voor onder meer de Oscars voor beste film, beste regie, beste geadapteerde verhaal en beste montage. Daarnaast waren er onder meer drie nominaties voor een Golden Globe en zeven voor een BAFTA Award.

## Verhaal

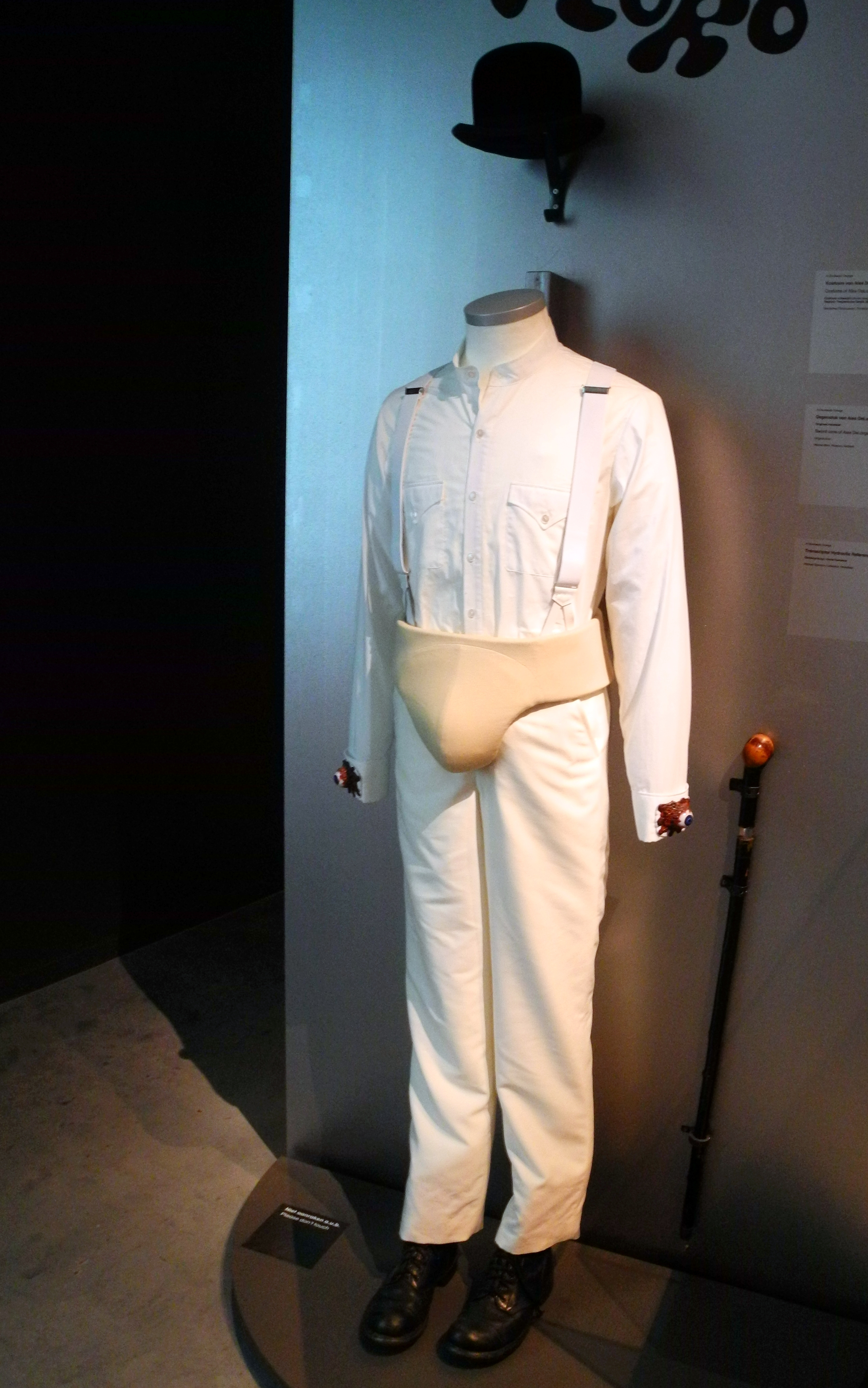
Het uitgaanstenue van Alex

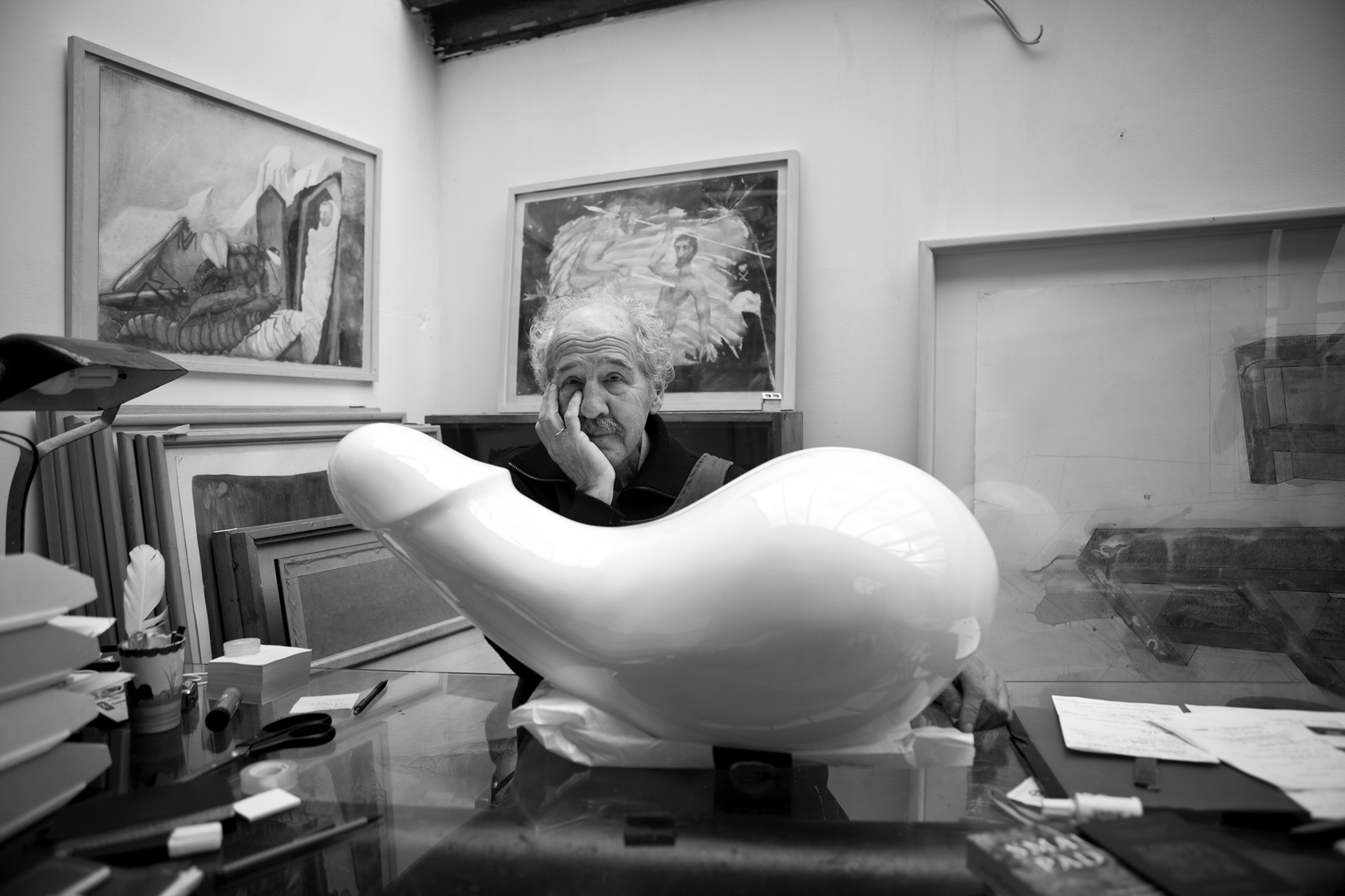
Het kunstwerk The Rocking Machine van Herman Makkink dat in de film voorkomt

Het verhaal wordt verteld door en getoond vanuit het standpunt van Alex, een adolescent die de leiding heeft over een jeugdbende. Samen met Pete, Georgie en Dim schept hij genoegen in het ondernemen van criminele activiteiten, waarbij geweld een onmisbaar ingrediënt is. Hun idee van een leuke avond omvat vechtpartijen, een dronken zwerver schoppen, joyriding, diefstal, overvallen en verkrachting. De lakse houding van Alex' ouders draagt weinig bij aan de verbetering van zijn gedrag, net zomin als de pogingen van meneer Deltoid, zijn reclasseringsambtenaar.
Wanneer er onenigheid ontstaat tussen de bendeleden, komt Alex' positie als bendeleider in het gedrang. Er volgt muiterij: Georgie en Dim laten Alex in de val lopen door hem aan te zetten tot een diefstal bij de rijke mevrouw Weathers. Tijdens deze actie, waarbij ze zijn uitgedost met bizarre maskers, wordt mevrouw Weathers door Alex neergeslagen met een kunstwerk: een enorme penis uit kunststof. Als Alex het huis verlaat, wordt hij op zijn beurt door Dim neergeslagen met een melkfles en zo achtergelaten tot de politie arriveert en Alex wordt opgepakt. Op het politiebureau vertelt meneer Deltoid tegen Alex dat mevrouw Weathers zijn geweldpleging niet overleefd heeft, waarna hij op Alex spuugt en Alex tot 14 jaar wordt veroordeeld wegens moord.
Alex zal echter maar twee jaar uitzitten. Hij heeft het geluk dat hij geselecteerd wordt voor een wetenschappelijk experiment, dat gesteund wordt door de regering. Dit experiment is een excentrieke vorm van therapie die elke onverbeterlijke crimineel moet veranderen in een modelburger. Alex wordt als proefpersoon gebruikt, hij moet naar gewelddadige films kijken terwijl hij is ingespoten met een goedje waarvan hij misselijk en ziek wordt. Aldus probeert de therapeut hem te conditioneren: geweld staat gelijk aan ziek worden. Tijdens een van de films wordt de negende symfonie van Ludwig van Beethoven gespeeld als achtergrondmuziek, Alex is een groot bewonderaar van Beethoven, maar zal daarna ook bij het horen van de negende symfonie ziek worden. De therapie slaat aan en al na enkele weken wordt Alex vrijgelaten.
Bij thuiskomst blijken zijn ouders Alex' kamer verhuurd te hebben, hij komt op straat te staan. In de buitenwereld blijkt al snel dat de therapie werkt, bij de minste vorm van geweld wordt Alex misselijk en volledig incompetent om te reageren. Nu hij niet meer in staat is zichzelf te verdedigen, is Alex een gemakkelijk doelwit voor de harde buitenwereld. Hij wordt het slachtoffer van geweld als hij zijn oude maten tegenkomt die nog een appeltje met hem te schillen hebben. Gewond vlucht hij naar een huis in de buurt waar hij wordt opgevangen. De heer des huizes herkent Alex aanvankelijk niet als degene die hem jaren daarvoor in zijn eigen huis heeft overvallen. Deze overval kostte zijn vrouw het leven en de man kwam in een rolstoel terecht. Als Alex in bad zit en Singin' in the Rain zingt, het liedje dat hij tijdens de aanval ook zong, beseft de man met wie hij te maken heeft. De man laat niet merken dat hij Alex heeft herkend. Tijdens een maaltijd verhaalt Alex over zijn behandeling in de gevangenis en vertelt ook dat hij ziek wordt van de negende symfonie van Beethoven. De heer des huizes verdooft Alex met een slaapmiddel, sluit hem op in een torenkamer en draait in de kamer eronder de negende symfonie. Alex wordt doodziek van de muziek en werpt zich in wanhoop uit het raam. Hij overleeft de val en belandt met gebroken ledematen in het ziekenhuis.
De media pikken het verhaal op en menen dat Alex een zelfmoordpoging heeft gedaan vanwege het onconventionele therapeutische experiment. Alex wordt in de kranten afgeschilderd als een slachtoffer van staatsterreur. Alle media-aandacht bouwt zich op tot een schandaal, dit brengt de regering die achter het experiment stond in verlegenheid. De minister van binnenlandse zaken belooft Alex volledige re-integratie in de maatschappij, als hij bereid is in zijn verklaringen de regering buiten schot te houden. Als cadeau krijgt Alex een concert van de minister: de negende symfonie van Beethoven. Alex wordt niet ziek, waarmee het de kijker duidelijk is, dat de behandeling in het ziekenhuis de therapie blijkbaar teniet heeft gedaan. Tijdens het laatste beeld van de film horen we de negende symfonie en zien we een fantasie van Alex: een geromantiseerde verkrachtingsscène. De cirkel is rond, het verhaal kan herbeginnen.

## Ontstaan van de film
Het grootste gedeelte van de film werd opgenomen op locatie in Londen. De film werd in 48 weken opgenomen en kostte 4 miljoen pond, wat naar zijn normen zeer goedkoop was.
Voor de filmopnamen gebruikte Kubrick de Amerikaanse versie van Anthony Burgess' roman. Deze versie mist het 21ste en laatste hoofdstuk dat in de oorspronkelijke Britse uitgave wel aanwezig is. Hierin besluit Alex uit vrije wil om zijn gewelddadige leven achter zich te laten, en droomt hij ervan om een gezin uit te bouwen. Alex besluit dat hij er zich van bewust is dat hij zijn toekomstige kinderen vermoedelijk niet zal kunnen beletten om dezelfde fouten te maken als hij. Omdat Kubrick alleen de Amerikaanse versie kende, ontbrak dus ook in de film deze epiloogscène. Burgess was hierdoor vanzelfsprekend erg ontevreden. Kubrick zelf hield altijd vol dat hij destijds niet wist dat er nog een laatste hoofdstuk was.

## Invloed
Zowel het verhaal als de individuele elementen uit het boek en de film hebben een grote invloed gehad op de hedendaagse cultuur in het algemeen en de populaire muziek in het bijzonder. Zo nam een Britse elektropopband uit de jaren 80 de naam Heaven 17 aan, een naam die ook voor een band in het boek gebruikt wordt. De naam van de Britse triphopband Moloko verwijst in de taal Nadsat uit het boek naar een melkdrank vermengd met drugs, hoewel de naam ook simpelweg zou kunnen zijn afgeleid van de Russische benaming voor melk. U2 heeft als b-side van The Fly het nummer Alex descends into hell for a bottle of milk/korova uitgebracht. De titel en tekst verwijzen naar het verhaal.
Ook in verschillende films, boeken, videoclips en computerspellen wordt er naar het verhaal verwezen. Vooral in de punksubcultuur heeft de film veel invloed gehad. Een van de grootste en oudste underground punkbands, The Adicts treedt al jaren verkleed als Alex en zijn bendeleden op. Ze gebruiken ook de muziek van de film als intro bij hun concerten. Ook hebben The Ramones een instrumentaal nummer genoemd naar de auto van Alex.
In de film komt veel typisch space age-design voor: kleding, wanddecoratie, stoelen, lampen, enz. Dit design werd door de film nog populairder dan hij in die periode al was. Bovendien is de film een inspiratiebron voor voetbalhooligans, zo doopte de harde kern van Juventus FC zich de naam "Drughi", dat een Italiaanse afgeleide is van de bendenaam in de film.

## Trivia
- Nadat de film van Kubrick uitkwam, schreef Burgess een toneelstuk over het verhaal. Naar verluidt modelleerde hij een van de vroege slachtoffers van Alex naar Kubrick.
- De auto waar Alex in rijdt wordt door hem "Durango 95" genoemd: ""The Durango-95 purred away real horrorshow - a nice, warm, vibraty feeling all through your guttiwuts.". In werkelijkheid is het een ACO Probe 16, een auto waarvan maar drie exemplaren zijn gebouwd. In het tv-programma Top Gear wordt in 2004 de auto uit de film getoond als mogelijk restauratie-object in Restoration Rip-Off. De auto wordt uiteindelijk niet verkozen.
- Het beroemde filmaffiche is vervaardigd door Amerikaans grafisch ontwerper Bill Gold.

## Filmmuziek
De muziek van de film bestaat uit klassieke muziek, en uit elektronische synthetische muziek. Deze werd gecomponeerd door Wendy Carlos (toen nog Walter Carlos), nadat Kubrick het niet eens kon worden met Pink Floyd, om (delen uit) de suite van Atom Heart Mother (1970) te gebruiken. Overigens maakt de hoes van deze lp wel een cameo in de film.
De gebruikte klassieke muziek wordt een aantal malen slechts als fragment gebruikt. Een voorbeeld daarvan is het thema van Elgars Pomp and Circumstance March No. 1 (misschien beter bekend als Land of Hope and Glory) dat wordt gebruikt om op een ironische wijze de aanwezigheid van een politicus te melden.
Het openingsthema is een elektronische bewerking van Henry Purcells Music for the Funeral of Queen Mary, gecomponeerd in 1695 voor de processie van Queen Mary door de straten van Londen op weg naar de Westminster Abbey.
Drie maanden na de officiële uitgave van de filmmuziek werd een tweede versie door componist Wendy Carlos vrijgegeven (Columbia KC 31480) met delen die in de film niet gebruikt zijn. Zo werd door Kubrick van Timesteps en van de synthesizertranscriptie van de negende symfonie slechts kleine gedeelten gebruikt. Bovendien bevat deze tweede uitgave een synthesizerversie van Rossini's La Gazza Ladra waarvan in de film door Kubrick een orkestuitvoering werd gebruikt.
In 1998 werd een uitgave met digitaal bewerkte versies van de synthesizermuziek uitgebracht. Deze versie bevat Carlos' composities, inclusief de niet in de film gebruikte gedeelten en de stukken Biblical Daydreams en Orange Minuet die niet op de in 1972 uitgebrachte versie voorkwamen.
De eerste drie minuten van Timesteps had Carlos al geschreven vóór lezing van Burgess' roman. Ze had de bewerking van ´de negende´ bedoeld als een introductie van de vocoder. Timesteps werd afgerond nadat Kubrick al het filmmateriaal had verzameld. Beide gedeelten vormden de basis voor de samenwerking tussen Kubrick en Carlos. March from A Clockwork Orange was het eerste nummer waarbij een vocoder werd gebruikt voor de vocale partijen en wordt vaak aangehaald als inspiratie voor vele synthipop-bands.
Tracklist
1. Title Music from A Clockwork Orange [2], Wendy Carlos
2. The Thieving Magpie (Rossini, ingekort), Deutsche Grammophon-opname
3. Theme from A Clockwork Orange (Beethoviana), Wendy Carlos
4. Negende symfonie, tweede deel (ingekort), een Deutsche Grammophon-opname, waarschijnlijk uitgevoerd door Ferenc Fricsay.
5. March from A Clockwork Orange (Negende symfonie, vierde deel), (ingekort), Wendy Carlos en Rachel Elkind
6. William Tell Ouverture (Rossini, ingekort), Wendy Carlos
7. Pomp and Circumstance March No. I, Edward Elgar
8. Pomp and Circumstance March No. IV (ingekort), Edward Elgar
9. Timesteps (Fragment), Wendy Carlos
10. Overture to the Sun, Terry Tucker (instrumentaal nummer van een album uit 1969, Sunforest)
11. I Want to Marry a Lighthouse Keeper, Erika Eigen (nummer van het album Sunforest)
12. William Tell Ouverture (ingekort), een Deutsche Grammophon-opname
13. Suicide Scherzo (Negende symfonie, tweede deel), (ingekort), Wendy Carlos
14. Negende symfonie, vierde deel, (ingekort), een Deutsche Grammophon-opname (Herbert Karajan, 1963, niet genoemd)
15. Singin' in the Rain, Gene Kelly, tekst Arthur Freed, muziek Nacio Herb Brown.

## Rolverdeling
| Acteur             | Personage                                  |
| ------------------ | ------------------------------------------ |
| Malcolm McDowell   | Alex de Large                              |
| Patrick Magee      | Mr. Frank Alexander                        |
| Michael Bates      | Hoofdbewaker                               |
| Warren Clarke      | Dim                                        |
| John Clive         | Toneelacteur                               |
| Adrienne Corri     | Mrs. Alexander                             |
| Carl Duering       | Dr. Brodsky                                |
| Paul Farrell       | Zwerver                                    |
| Clive Francis      | Gast                                       |
| Michael Gover      | Hoofdcipier                                |
| Miriam Karlin      | Kattenvrouwtje (Miss Weathers)             |
| James Marcus       | Georgie                                    |
| Aubrey Morris      | Mr. P. R. Deltoid                          |
| Godfrey Quigley    | Aalmoezenier                               |
| Sheila Raynor      | Ma                                         |
| Madge Ryan         | Dr. Branom                                 |
| John Savident      | Samenzweerder                              |
| Anthony Sharp      | Minister van Binnenlandse Zaken            |
| Philip Stone       | Pa                                         |
| Pauline Taylor     | Psychiater                                 |
| Margaret Tyzack    | Samenzweerder                              |
| Steven Berkoff     | Brigadier Tom                              |
| Lindsay Campbell   | Politie-inspecteur                         |
| Michael Tarn       | Pete                                       |
| David Prowse       | Julian (Frank Alexanders bodyguard)        |
| Jan Adair          | Dienstmaagd in bijbelfantasie              |
| Vivienne Chandler  | Dienstmaagd in bijbelfantasie              |
| Prudence Drage     | Dienstmaagd in bijbelfantasie              |
| Gaye Brown         | Sophisto (in de Korova-milkbar)            |
| John J. Carney     | Inspecteur                                 |
| Richard Connaught  | Billy Boy (bendeleider)                    |
| Carol Drinkwater   | Zuster Feeley                              |
| Lee Fox            | Politieman                                 |
| Cheryl Grunwald    | Verkrachtingsslachtoffer in film           |
| Gillian Hills      | Sonietta                                   |
| Craig Hunter       | Dokter                                     |
| Shirley Jaffe      | Slachtoffer van Billy Boys bende           |
| Virginia Wetherell | Toneelactrice                              |
| Neil Wilson        | Cipier                                     |
| Katya Wyeth        | Meisje in Ascot-fantasie                   |
| Robert Bruce       | Uitsmijter van de milkbar                  |
| Pat Roach          | Uitsmijter van de milkbar                  |
| Katharina Kubrick  | Meisje dat Alex voorbijloopt in platenzaak |
| George O'Gorman    | Bootick-bediende                           |
| Barbara Scott      | Marty                                      |